# Eretmocerus debachi
Eretmocerus debachi är en stekelart som beskrevs av Rose och Rosen 1992. Eretmocerus debachi ingår i släktet Eretmocerus och familjen växtlussteklar.
Artens utbredningsområde är:
- Frankrike.
- Iran.
- Italien.
- Israel.
- Spanien.
- Tunisien.
- Turkiet.

Inga underarter finns listade i Catalogue of Life.